# 重庆石板坡长江大桥

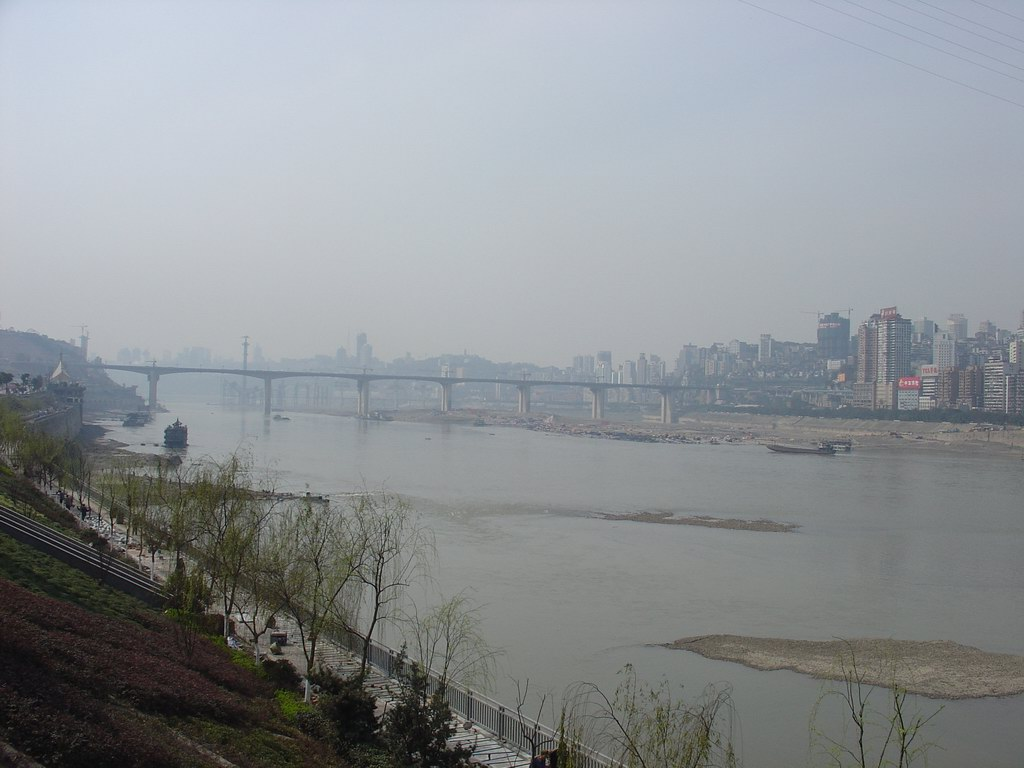
2005年3月从南滨路上眺望重庆石板坡长江大桥

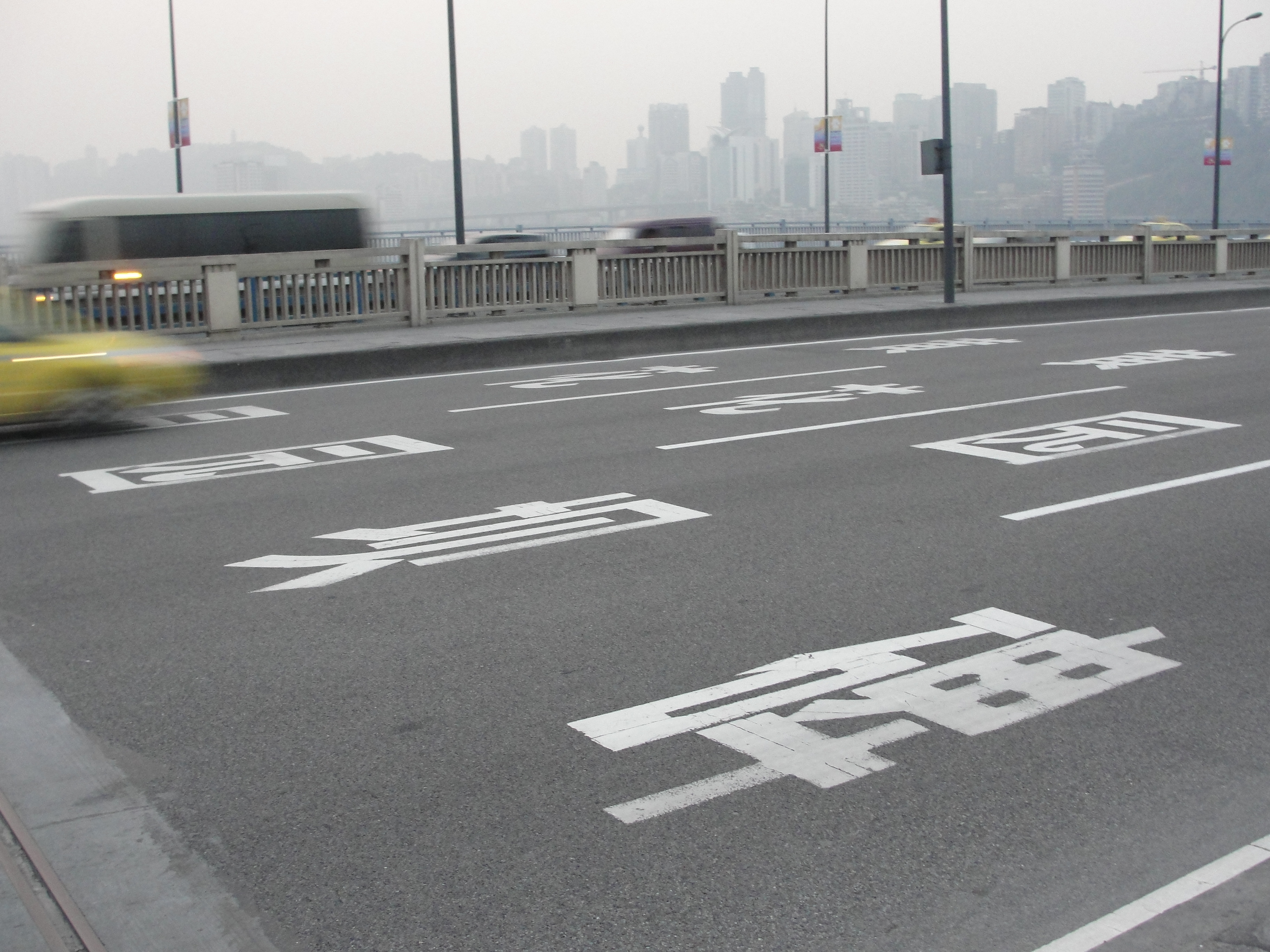
重庆石板坡长江大桥北行方向

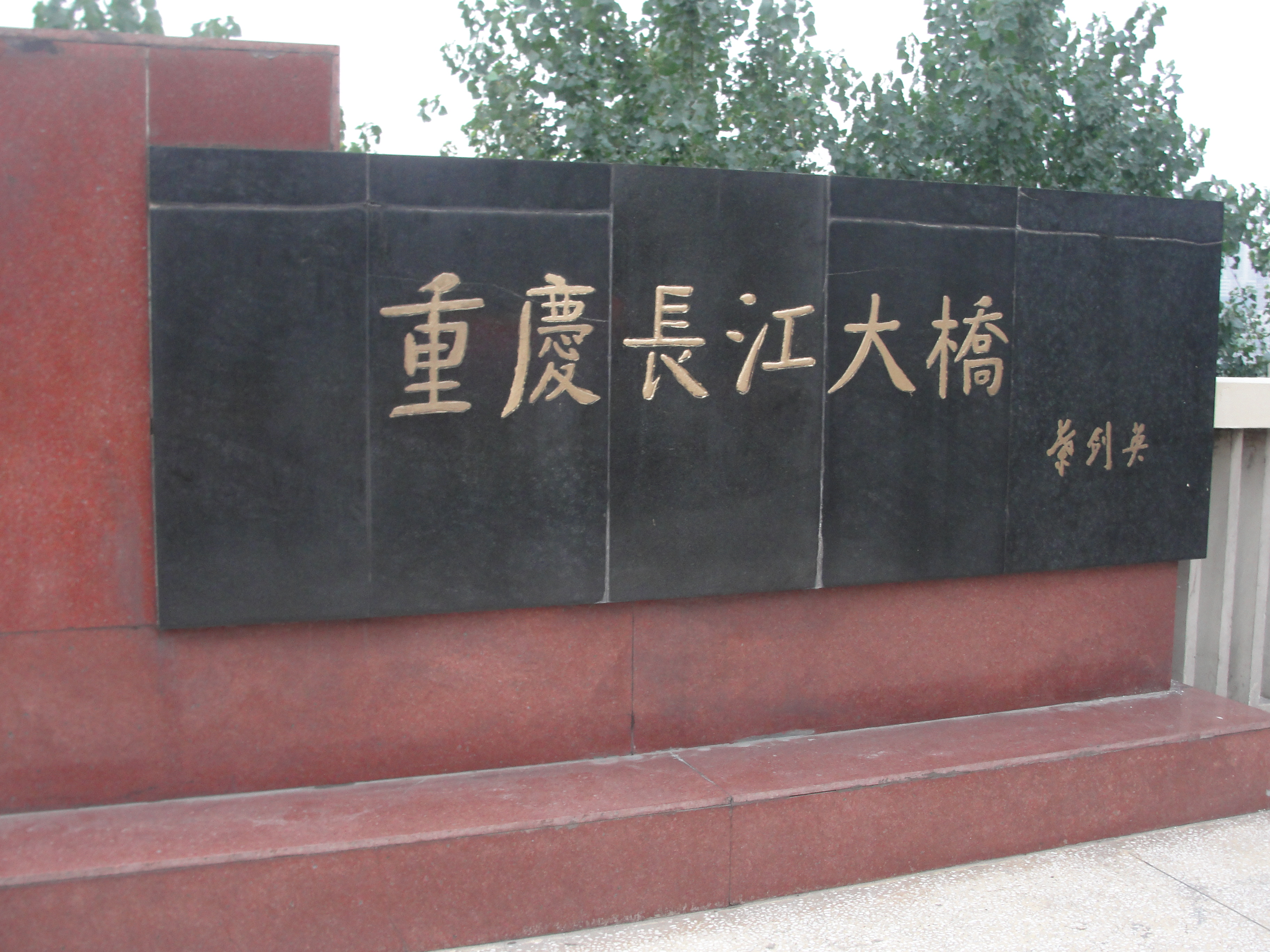
重庆石板坡长江大桥桥头题字

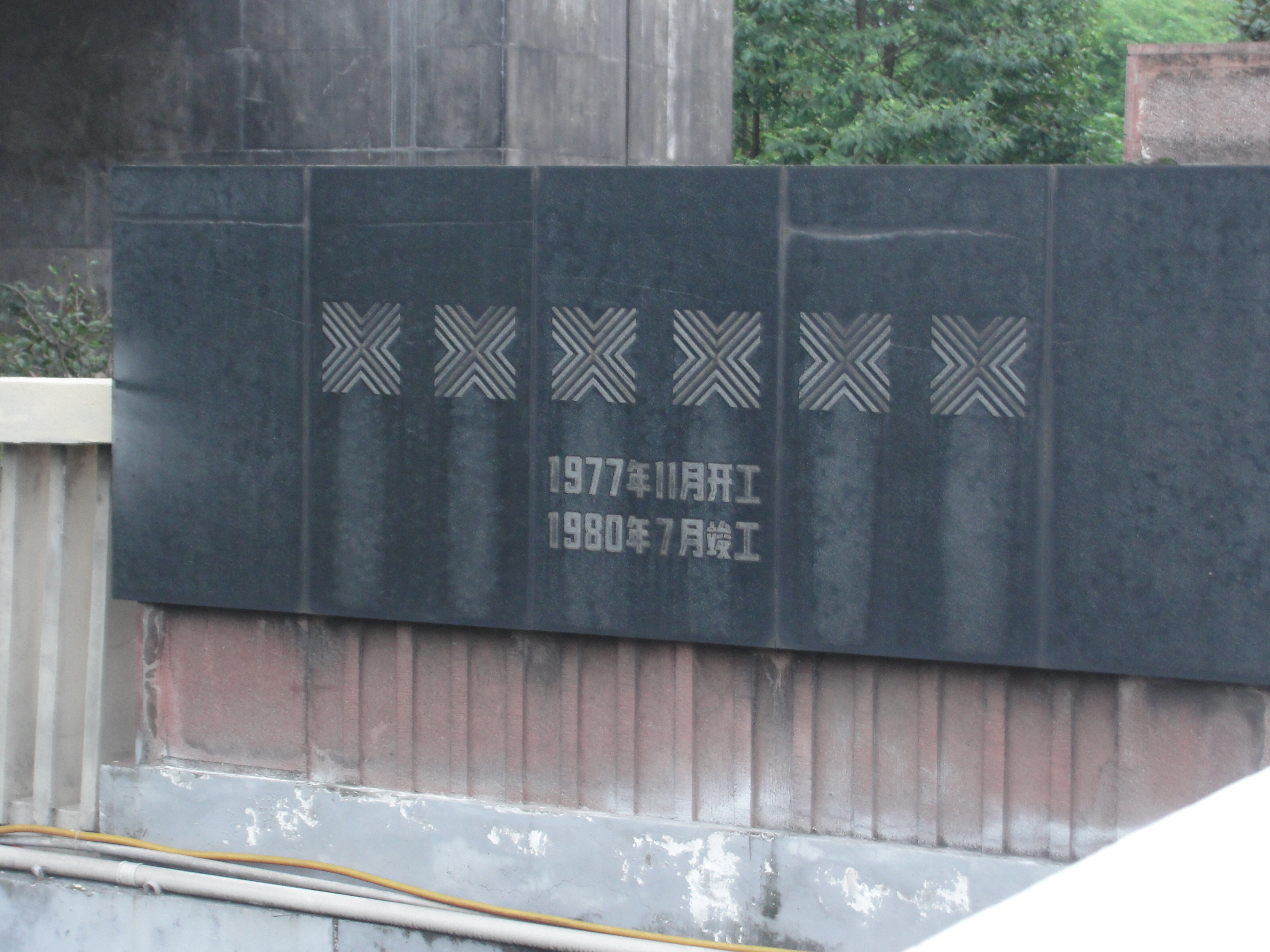
重庆石板坡长江大桥桥头石碑背面

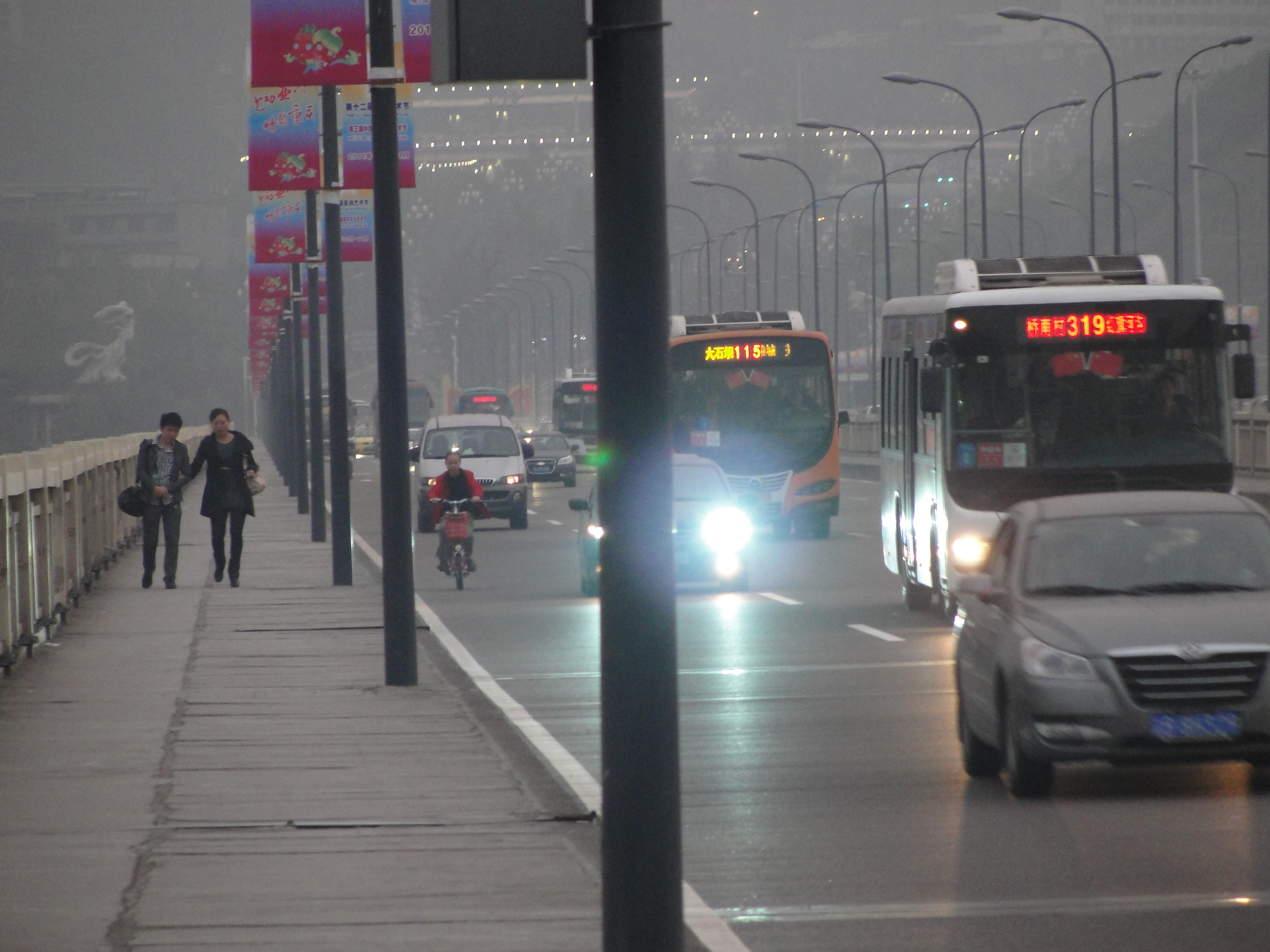
石板坡长江大桥往渝中方向

重庆石板坡长江大桥位于重庆市渝中区石板坡与南岸区梨子园之间，1977年11月动工兴建，于1980年7月1日建成通车，总造价为6468万元。重庆石板坡长江大桥是长江上游第一座公路桥梁，也是重庆主城区在长江上的第一座桥梁。

## 历史
重庆石板坡长江大桥目前国内跨度最大的预应力混凝土T型刚构桥。主任設計師為茅以升，也是茅以升設計的最后一個特大型橋梁。
- 正桥全长1120m，分跨为86.5+4×138+330+133.75(m),最大跨度330m（為連續剛性橋樑跨距世界之最），悬臂端梁高3.2m，根部高11.0m，吊梁跨度35m，桥宽21m，四车道，两边各有2米人行道。垮距分佈圖
- 上部结构由两个单室箱梁组成，较三肋式节省材料，施工方便；采用三向预应力，悬臂浇筑法施工，3天强度要求达到R30；在国内首次采用带有加劲型钢和氯丁橡胶管的预应力弹性伸缩缝，伸缩量可达200mm。
- 桥墩采用等截面空心钢筋混凝土结构，桥墩竖壁与箱梁肋版对应设置，自基础襟边至桥面高60～70m，采用滑动模板施工，每昼夜可升高2.8～4.0m。
- 南桥头有双孔隧道1座，各长311米。南北道路交叉口均采用半立交（已與1999年改为全立交）。
- 象征春、夏、秋、冬的大型铝铸雕塑4座，南、北桥头各2座。
- 设计：上海市市政工程设计院
- 施工：重庆市桥梁工程公司

## 复线桥
石板坡长江大桥作为重庆主城区城市干道组成部分，交通流量非常大，截止2008年，已經通過汽車超過30億輛次，是中國車流量最大的大型跨江橋梁。该桥原有设计日交通流量为2万辆，但实际日交通流量已达8万辆，必须扩大通行能力。
拓宽方案最终确定在原桥上游方向新建一座连续刚构桥，即石板坡長江大橋復線橋，与原桥相距5米，全长1,103.5米，宽19米，设计日通行能力8万辆，于2003年12月正式动工，2006年8月28日竣工通车。该桥主跨达到330米，成为当时世界第一跨径梁桥。

## 事件
2024年4月11日凌晨4时43分，该桥发生自杀事件，一网名为“胖猫”的男生跳江自殺，时年20岁。